# Microregione di Alto Paraguai
Alto Pantanal è una microregione dello Stato del Mato Grosso appartenente alla mesoregione di Centro-Sul Mato-Grossense.

## Comuni
Comprende 5 comuni:
- Alto Paraguai
- Arenápolis
- Nortelândia
- Nova Marilândia
- Santo Afonso